# 한광회
한광회(韓光會, 1715년 ~?)는 조선의 문신이다. 본관은 청주(淸州). 자는 문숙(文淑)이다.

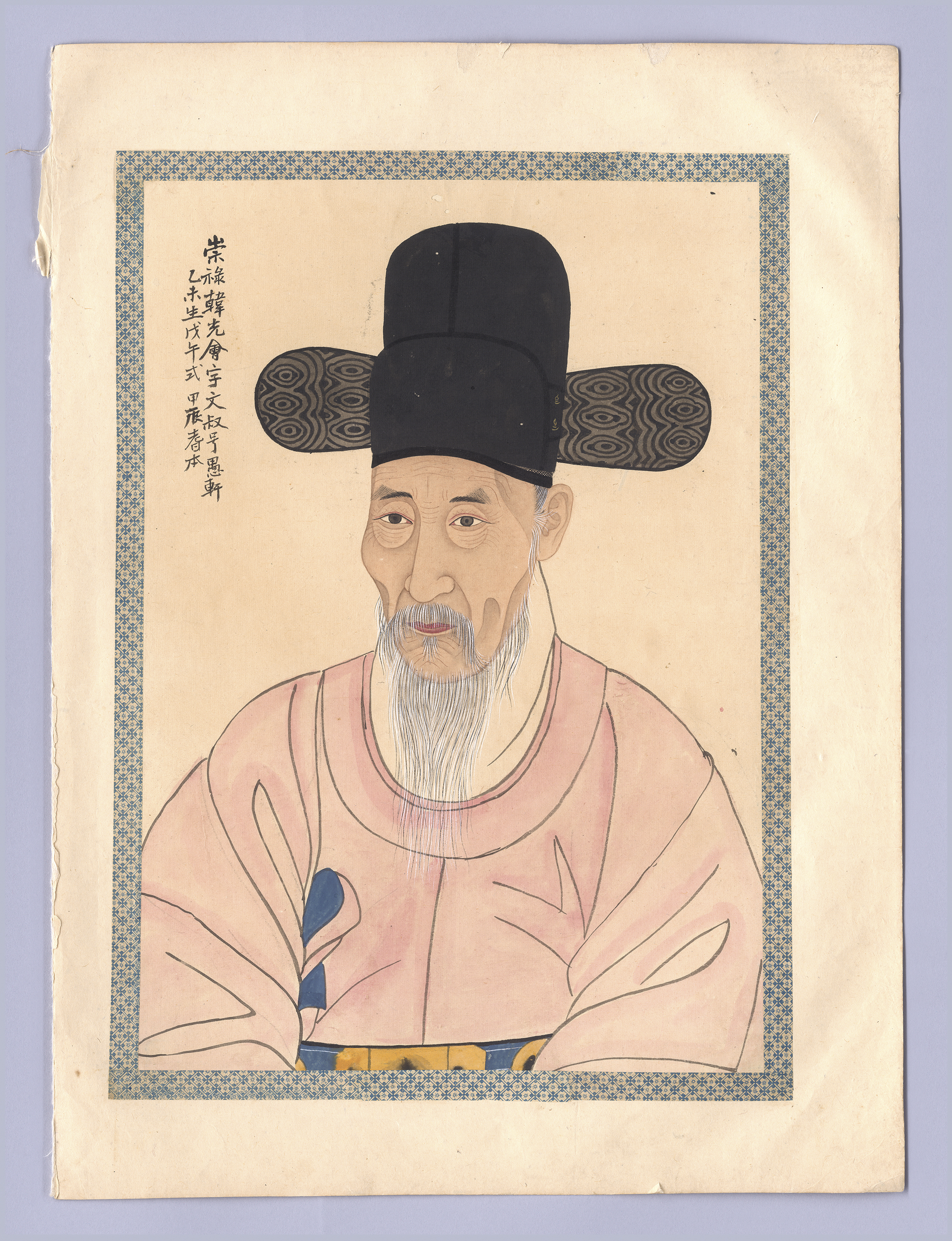

## 생애
1738년(영조 14) 식년문과에 장원으로 급제하여 정언, 지평을 지내다가 양구현감으로 외직에 나갔고 내직에 복귀 후 정언, 부수찬, 수찬, 교리, 사서, 지평을 거쳐 부교리, 수찬, 헌납, 교리, 겸필선, 부응교, 사인, 사간, 응교, 집의를 거쳐 전라도어사로 나가 탐관오리를 적발했다. 이후 부교리로 복귀해서 교리와 겸필선을 하다가 승지가 되고 이후 우승지, 대사성을 거쳐 이조참의를 지낸다. 이후 이조참판, 한성부좌윤, 도승지, 대사헌, 형조참판을 거쳐 경기도관찰사로 외직에 나갔다가 대사헌, 이조참판으로 동지경연사를 겸하고 바로 형조판서로 정경의 반열에 올라 강경시관을 겸하다가 병조판서로 승진했다. 이후 우참찬을 거쳐 이조판서가 되고 형조판서와 대사헌을 거쳐 영조의 신임으로 한성부판윤으로 지경연사를 겸하게 된다. 이후 대사헌, 이조판서를 하다 함경도관찰사로 외직에 나가 민정을 돌보고 정조 즉위 후 국장도감제조가 되었다가 판의금부사, 의정부우참찬을 거쳐 판돈녕부사를 하고 판의금부사, 의정부좌참찬을 한다. 이후 한성부판윤, 예조판서, 판의금부사를 한다.